# Delfina Chaves
Delfina Chaves (Lobos, 19 februari 1996) is een Argentijns actrice. Ze is vooral bekend door haar rol van Máxima Zorreguieta in de serie Máxima.

## Biografie
Delfina Chaves begon haar carrière in 2012 in de sitcom Concubinos waarin ze samen met haar zus Paula Chaves en Pedro Alfonso speelt. In 2013 maakte Chaves haar theaterdebuut in het toneelstuk Vaje de locacion. In 2014 speelde ze in de musical Creatura Emotional.
Twee jaar later vertolkte Chaves in de Argentijnse televisieserie La Leona. In 2017 verscheen ze in de serie Amar después de amar van Telefe.
In 2018 had Chaves een rol in de Netflix-serie Edha, de eerste volledig Argentijnse serie van de streamingdienst. Chaves speelde ook in de Netflixfilm La corazanada, waarin ze Gloriana Márquez speelde, een jonge vrouw die op mysterieuze wijze wordt vermoord.
In 2024 speelde Chaves de hoofdrol van Máxima Zorreguieta in de Videoland-serie Máxima.

## Filmografie

### Film
| Jaar | Titel         | Rol              |
| ---- | ------------- | ---------------- |
| 2017 | Debacle       | Zoë              |
| 2020 | La corazonada | Gloriana Marquez |

### Televisie
| Jaar      | Titel                                | Rol                            |
| --------- | ------------------------------------ | ------------------------------ |
| 2012      | Concibunos                           | Delfina                        |
| 2015-2016 | La casa del mar                      | Laura Ramos                    |
| 2016      | La Leona                             | Sarah Liberman / Ruth Liberman |
| 2017      | Amar después de amar                 | Mía Kaplan                     |
| 2018      | Edha                                 | Elena Abadi                    |
| 2019      | Argentina, tierra de amor y venganza | Lucía Morel Anchorena          |
| 2020      | Adentro                              | Bárbara P.                     |
| 2021      | Victoria psicólaga Vengadora         |                                |
| 2021      | Días de gallos                       | Lucrecia Simoni                |
| 2022      | El secreto de la famila Greco        | Manuela                        |
| 2023      | Ringo, gloria y muerte               | Dora Raffe                     |
| 2024      | Máxima                               | Máxima Zorreguieta             |

## Persoonlijk
- Delfina Chaves heeft een relatie met Martijn Lakemeier, die ze heeft leren kennen op de set van Máxima.[5]